# السفارة السعودية في إثيوبيا
سفارة المملكة العربية السعودية في جمهورية إثيوبيا الشعبية الديموقراطية، هي بعثة دبلوماسية سعودية تقع في العاصمة الإثيوبية أديس أبابا ويترأس البعثة سفير خادم الحرمين الشريفين سامي بن جميل عبد الله.
- وزارة الخارجية السعودية
- قائمة البعثات الدبلوماسية السعودية
- العلاقات الخارجية للسعودية
- قائمة البعثات الدبلوماسية في السعودية
- إثيوبيا
- أديس أبابا

## وصلات خارجية
- موقع سفارة المملكة العربية السعودية السعودية في إثيوبيا
- وزارة الخارجية السعودية (بالعربية)
- Ministry of Foreign Affairs of Kingdom of Saudi Arabia (بالإنجليزية)